# 狹領聞唇盲蝽
狹領聞唇盲蝽（学名：Charagochilus angusticollis）为盲蝽科唇盲蝽屬下的一个种。